# سيم سيتي 2000
سيم سيتي 2000 (بالإنجليزية: SimCity 2000)‏ هي لعبة فيديو صدرت في عام 1994، وهي متوفرة على أجهزة ماك أو إس ودوس وأميغا ومايكروسوفت ويندوز وسوبر نينتندو إنترتينمنت سيستم وسيجا ساترن وبلاي ستيشن ونينتندو 64. اللعبة من تطوير ماكسيس سوفتوير ومن نشر ماكسيس سوفتوير وإلكترونيك آرتس.